# Región de Togdheer
Togdheer es una región (gobolka) en Somaliland. Su capital es Burco y limita con Etiopía y las regiones de Woqooyi Galbeed, Sanaag y Sool. Es una de las 6 regiones de la autoproclamada República de Somalilandia.
Togdheer consiste en seis distritos:
- Burao
- Oodwayne
- Buhodle
- Duruqsi
- Hasan Gele
- Qoryale

- Datos: Q865590